# Lons-le-Saunier
Lons-le-Saunier là tỉnh lỵ của tỉnh Jura, thuộc vùng Bourgogne-Franche-Comté của nước Pháp, có dân số là 18.483 người (thời điểm 1999).

## Những người con của thành phố
- Claude Joseph Rouget de Lisle, nhà soạn nhạc, nhà thơ và là sĩ quan

## Thành phố kết nghĩa
- Offenburg, Đức
- Ripley, Vương quốc Anh